# Franz Meerts
Franz Meerts ou Frans Meerts, né le 23 novembre 1836 à Gand et mort le 8 mai 1896 à Ixelles (Bruxelles), est un peintre et aquarelliste belge connu pour ses scènes d'intérieur, scènes de genre, natures mortes et ses paysages. Il est également actif en tant qu'auteur, éditeur et copiste.

## Biographie
Franz Meerts naît à Gand en 1836,. Il étudie dans sa ville natale à l'Académie des Beaux-Arts de Gand. Il déménage ensuite à Bruxelles, où il fréquente l'atelier d'art privé de Jean-François Portaels, un éminent peintre de scènes de genre, d'histoires bibliques, de paysages, de portraits et de sujets orientalistes et fondateur de l'école orientaliste belge. Jean-François Portaels forme dans son atelier d'art privé la prochaine génération de peintres belges.

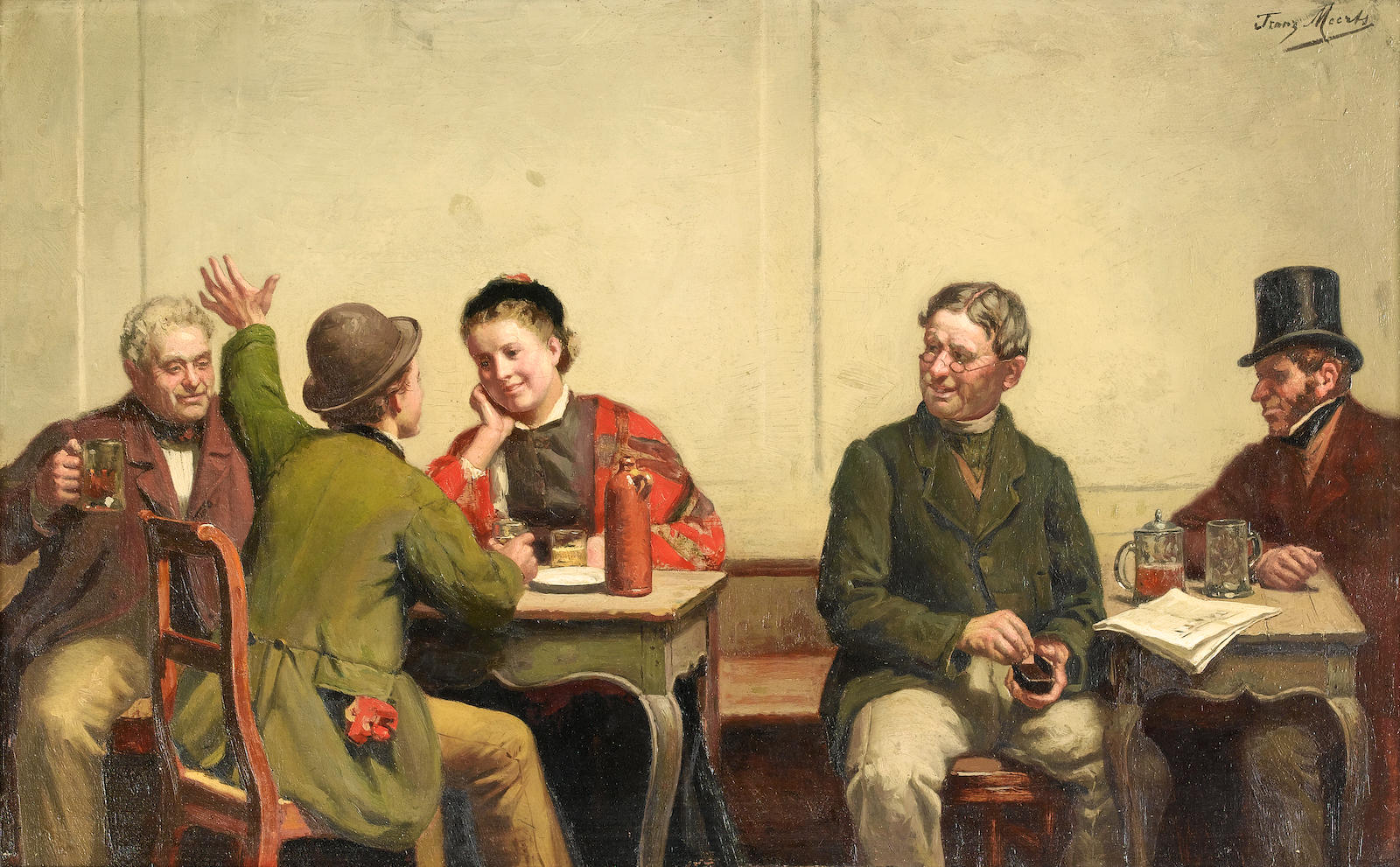
Au café

Franz Meerts est chargé par le gouvernement belge de voyager en Espagne et en Italie pour copier les œuvres des grands maîtres. À l'occasion de ces voyages, il étudie la technique de la fresque. Il reçoit également une commande du conseil municipal de Louvain pour copier La Justice de l'empereur Otton de Dirck Bouts pour la mairie de Louvain. Il achève les travaux en 1889-1890. Il passe les dernières années de sa vie à restaurer les peintures murales de l'église Saint-Pierre d'Anderlecht (Bruxelles).
Franz Meerts est le cofondateur de deux associations d'artistes à Bruxelles. La première, L'Union des Arts, a existe de 1876 à 1885 et organise des expositions collectives d'œuvres d'artistes visuels. Trois de ces expositions ont lieu, toutes dans l'atelier personnel de Franz Meerts. Elles ne connaissent pas un grand succès. Parmi les membres de cette association figurent Louis Baretta, Marie De Bièvre, Charles Defreyn, Jules Dujardin, Joseph Flameng, Ernest Hoorickx, Louis Ludwig, Léon Massaux, Joseph Middeleer, René Ovyn, Emile Rimbout, Pierre Stobbaerts, Flori Van Acker et Henri Van der Taelen. Franz Meerts est ensuite le cofondateur d'une nouvelle association pour jeunes artistes, qui prend le nom néerlandais de Voorwaarts ("En avant") en 1885. Louis Baretta en est le cofondateur. Sa devise est la suivante : Hooger is ons doel ("Plus haut est notre but"). Ce qui est remarquable, c'est à la fois le nom de l'association en néerlandais et sa devise en néerlandais. Ses membres comprennent Ernest Hoorickx, Léon Massaux, Emile Rimbout, Jan Stobbaerts, Pierre Stobbaerts, Eugène Surinx, Flori van Acker et Camille Wauters. Plus tard, d'autres se joignent, notamment Theodoor Verstraete, Emile Claus, Adrien-Joseph Heymans, Gustave Vanaise, Alfred Verhaeren, Victor Gilsoul, Eugène Laermans, August De Bats, Henri Ottevaere et Emile Van Doren. Le premier salon de Voorwaarts a lieu en 1885 dans l'IJzerenkruistraat au cœur de Bruxelles. En 1888, Voorwaarts expose aux Musées royaux des Beaux-Arts de Belgique à Bruxelles. L'association cesse d'exister en 1893,.
Pendant plus de vingt ans, Franz Meerts est directeur de l'Académie des Beaux-Arts de Soignies. Il est co-auteur de La Belgique illustrée, histoire illustrée et panorama de la Belgique. Joseph Middeleer est son élève
Franz Meerts meurt en mai 1896 à Bruxelles,.

## Œuvres
Franz Meerts est connu pour ses scènes d'intérieur, ses scènes de genre, ses natures mortes et ses paysages.
Ses scènes de genre représentent souvent le clergé catholique et les notaires dans leurs bureaux. Ces œuvres se caractérisent par leur touche humoristique ou sentimentale et leurs couleurs agréables.
- La bonne bouteille[11]
- L'aveu, musée de Bruxelles[12]

## Galerie

Œuvres de Franz Meerts
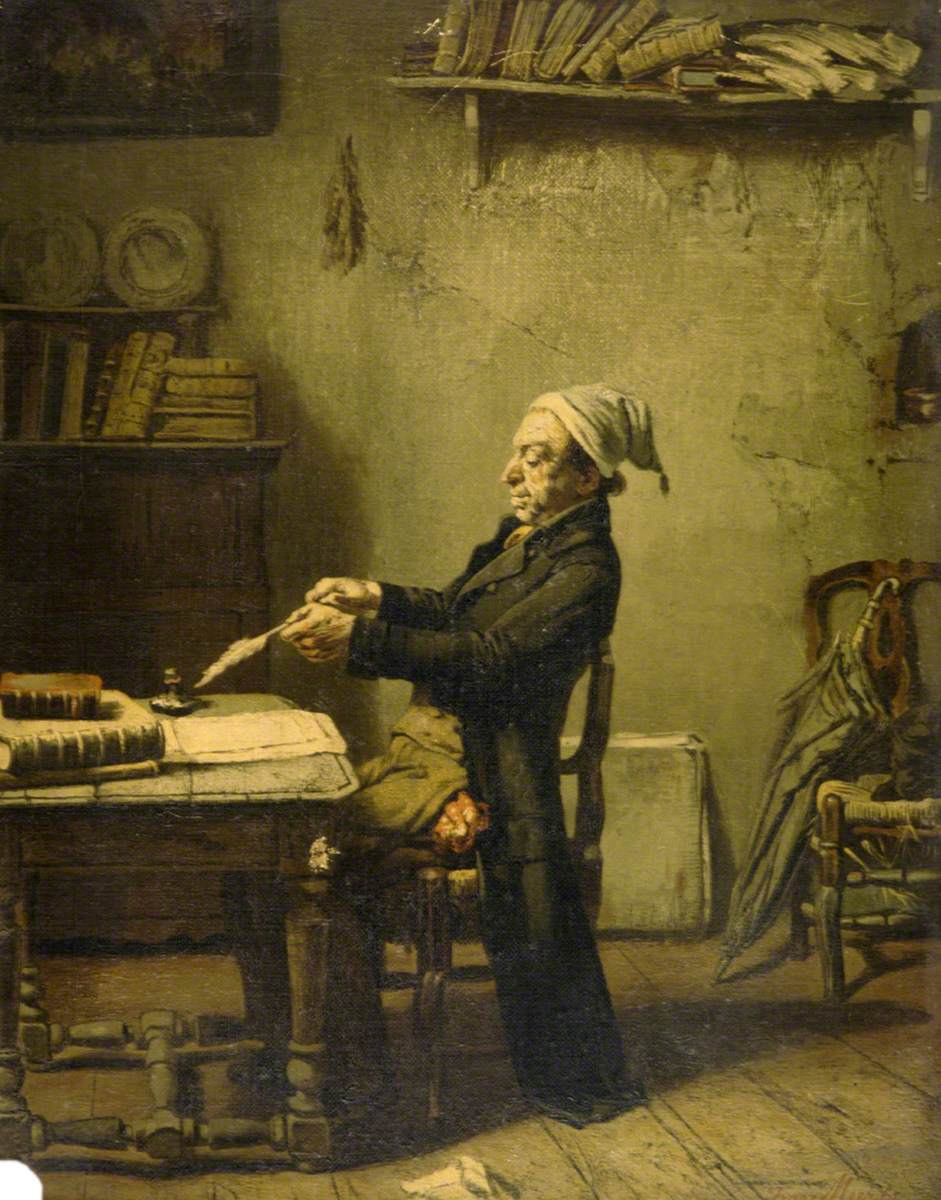
Le vieux procureur
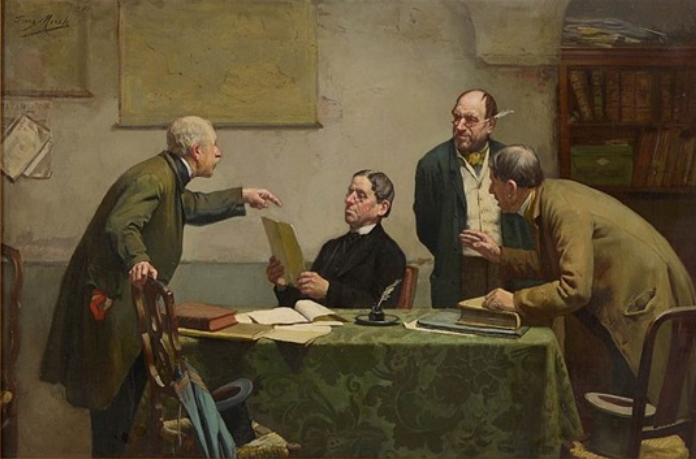
Rencontre chez le notaire
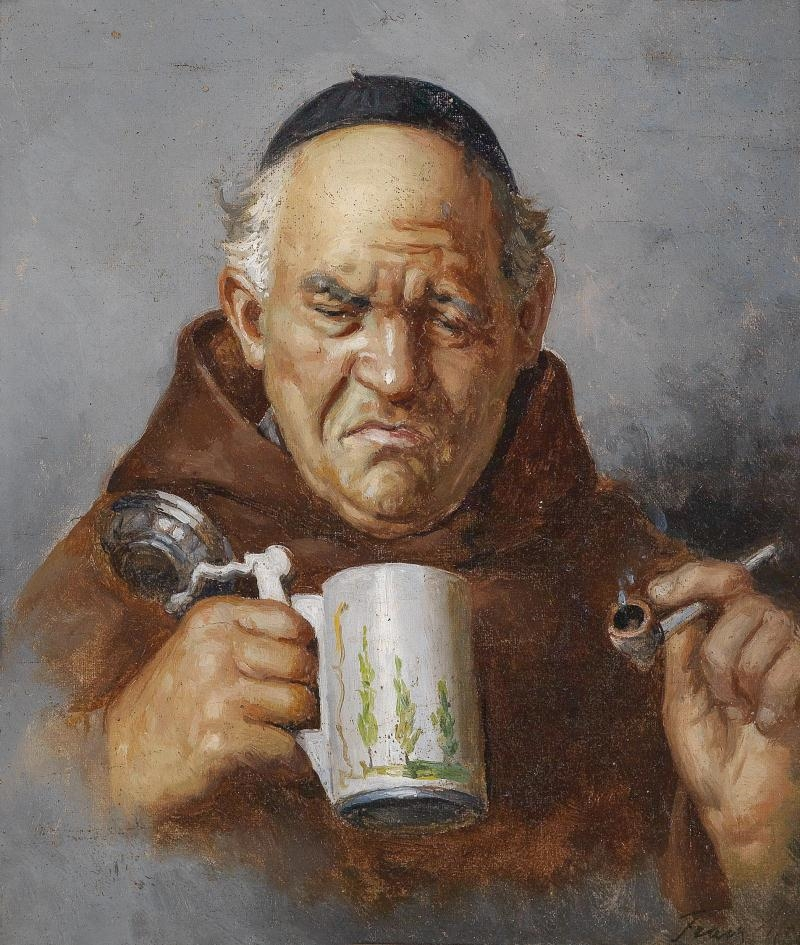
La chope vide
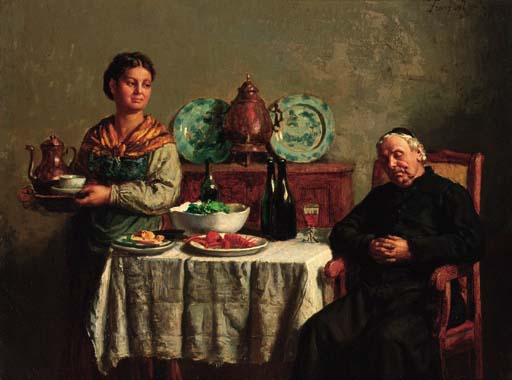
Un bon déjeuner